# Avenue Joffre (Colmar)
Pour les articles homonymes, voir Avenue Joffre.
L'avenue Joffre, est une voie de circulation de la ville de Colmar, en France.

## Situation et accès
Cette voie de circulation, d'une longueur de 320 m, se trouve majoritairement dans le quartier sud.
On y accède par les boulevards Saint-Pierre, du Général-Leclerc, les avenues Clemenceau, Raymond-Poincaré, Foch, les rues Bartholdi, de Reims et de Messimy.
Cette voie n'est pas desservie par les bus de la TRACE.

## Origine du nom
Cette avenue doit son nom au maréchal de France Joseph Joffre (1852-1931).

## Bâtiments remarquables et lieux de mémoire
Dans cette avenue se trouvent des édifices remarquables[Lesquels ?].

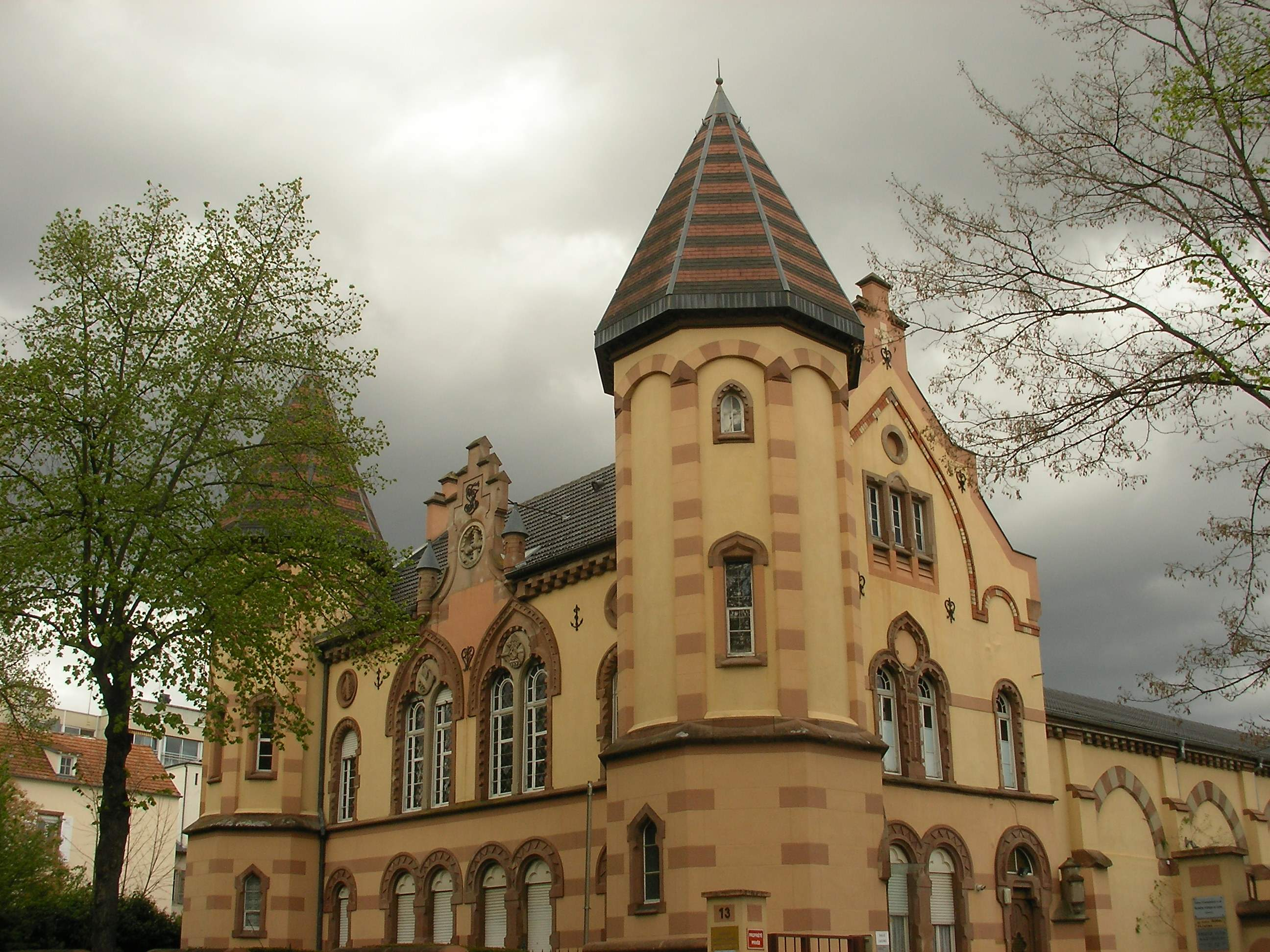
Cercle Saint-Martin (1895[3]) au no 13